# I Want You Now
I Want You Now es una canción del grupo inglés de música electrónica Depeche Mode compuesta por Martin Gore, publicada en el álbum Music for the Masses de 1987.

## Descripción
Es una candente función experimental de DM sentada sobre una muy atrevida “base” musical de jadeos e interjecciones emulando con total desenfado un coito. Cantada por el propio Martin Gore, es básicamente la más inusual de la colección y aún de las más extrañas en la discografía del grupo por la apertura con que se maneja en su duración.
Sin embargo, todo ese descaro explícito es sólo en cuanto su musicalización, nada más, la letra, en cambio, sin ser en exceso recatada es mucho más conservadora sin caer en momento alguno en lo francamente abierto, sino sólo un llamado pleno de pasión a satisfacer el deseo de compañía y el deseo incontenible de dar amor, de tener a alguien. La segunda “música” es del mismo modo un acompañamiento vocal de los propios miembros de DM.
Tras las baladas de los primeros álbumes, como See You o Somebody en que se hacen acongojados lamentos de amor, en I Want You Now Martin Gore decidió una orientación más procaz haciendo un llamado desesperado por satisfacer el deseo de amar, aunque procurando no ser algo meramente carnal, ello se lo dejó a la musicalización hecha por Alan Wilder en la cual se le permitió experimentar con un sampler de jadeos acompañado por una minimalista auténtica música de sintetizador, la cual relegada casi por completo adquiere algo contundencia en el estribillo así como hacia y en la coda, con una fuerte notación de órgano en la siempre predilecta gravedad de Wilder para tocar su instrumento.
Así, el tema presenta un contrapunto entre música y letra, esta atrevida y abierta mientras aquella es mesurada e indirecta, aunque en conjunto resulta una pieza llena de sexualidad por encima de llana sensualidad.
El tema no fue el más publicitado del álbum, como ya había pasado con algunos del anterior disco Black Celebration si bien esos por poco convencionales, en el caso de I Want You Now por su harto provocativo descaro; otro peligroso acercamiento de DM con la censura.
Music for the Masses está lleno de algunos cuantos sonidos nuevos para DM, y de acuerdo a declaraciones de Wilder David Bascombe acabaría siendo más ingeniero que productor del álbum, por lo cual éste vendría siendo el disco más auténtico del grupo y I Want You Now una muestra de la procacidad con que se conducían en aquella época aunque por el otro lado también un ejemplo del extremismo con que hacían sus siempre presentes temas minimalistas, pues en esencia es sólo eso, una pieza sin mucha musicalización basada, aparentemente, en su letra.
Para las giras Devotional Tour y Exotic Tour, el director Anton Corbijn realizó una minimalista proyección de fondo para el tema Judas que se utilizó indistintamente para las interpretaciones de A Question of Lust, para I Want You Now y para Waiting for the Night en la cual aparecían unas velas encendidas, una con forma de corazón y otra en forma de cruz pero corridas de atrás para adelante, de tal forma que en un principio aparecían un par de velas informes que al término acababan con la forma de corazón y cruz, mientras en otra pantalla aparecían simplemente varias veladoras encendidas.
En el álbum está se continua con el tema To Have and to Hold a través de un base sintética, el cual a su vez se continua con Nothing.

## En directo
La canción se interpretó en el Tour for the Masses, el World Violation Tour, aunque no en todas las fechas, en una versión acústica con sólo Martin Gore tocando una guitarra y cantándola. Posteriormente se retornó para las giras Devotional Tour y Exotic Tour de nuevo como tema opcional, aunque con una orquestación mucho más cercana a como aparece en el álbum con coristas y con Alan Wilder y Andrew Fletcher en los teclados, y posteriormente se retomó en una versión acústica en fechas del Global Spirit Tour solo con teclado en modo piano por Peter Gordeno y Gore cantándola.
- Datos: Q5907610